# Bathyleptochelia selvagema
Bathyleptochelia selvagema is een naaldkreeftjessoort . De wetenschappelijke naam van de soort is voor het eerst geldig gepubliceerd in 2012 door Larsen.